# Fort Ross
Fort Ross (russisk Форт-Росс, engelsk Fort Ross) var en russisk kortvarig bosættelse i Californien og del af Russisk Amerika. I dag er området et National Historic Landmark.

## Geografi
Fort Ross ligger i Sonoma County i den nordlige del af Californien ved Windermeere Point cirka 20 km nord for byen Jenner  og cirka 140 km nordvest for San Francisco.

## Anlægget
Fortet blev opført som et regelmæssigt rektangel, cirka 95×85 meter. Den omkransende mur bygget i redwood timber var cirka 3 meter høj og omgav flere bygninger, deriblandt en lille russisk-ortodoks kirke, forrådsbygninger, barakker og blokhuse. Fortet havde også en række kanoner til sit forsvar.
I dag er de fleste bygninger i fortet restaureret og indgår i et friluftsmuseum.

## Historie
Russisk-Amerikanske Kompagni behøvede handelspladser for at sikre forsyningen med jordbrugsprodukter til de russiske bosættelser i Alaska og kompagniet sendte Ivan Kuskov sydpå for at finde pladser. I 1811 havde Kuskov valgt et sted ved Bodega Bay på Sonomakysten.
I juni 1812 påbegyndtes byggeriet af Fort Ross og den 30. august fandt den officielle indvielse sted. Bosættelsen fik navn efter det russiske ord "Rossija" (Rusland).
Trods russernes satsning på jordbrug og produktion gav kolonien underskud, og i slutningen af 1839 bestemte kompagniet at området skulle sælges og at de bosatte skulle vende tilbage til Alaska. Afviklingen blev forestået af koloniens leder Alexander Rotchev, og efter forhandlinger blev området i december 1841 solgt ril John Sutter for 30.000 dollar. Den 1. januar forlod russerne fortet.
1842-1867 blev området brugt som ranch, og 1867-1873 som tømmerplads. George Washington Call købte fortet i 1873.
1903 solgte Call fortet til California Historical Landmarks Committee of San Francisco, som 1906 donerede det til staten Californien.
Den 5. november 1961 blev området udpeget til National Historic Landmark.

## Eksterne links
- Om Fort Ross Arkiveret 29. juli 2010 hos  Wayback Machine
- Fort Ross informationsbrochure Arkiveret 8. februar 2008 hos  Wayback Machine
- Billede af Fort Ross Arkiveret 20. september 2012 hos  Wayback Machine
- Kort over området Arkiveret 26. februar 2019 hos  Wayback Machine

38°30′51″N 123°14′36″V / 38.51417°N 123.24333°V